# Малоенисейское
Малоенисе́йское — село в Бийском районе Алтайского края России. Административный центр  Малоенисейского сельсовета.

## История
Основано в 1910 году.
Село возглавляет муниципальное образование согласно муниципальной и административно-территориальной реформе 2007 года.

## География
Находится в восточной части края, в южных пределах Бийско-Чумышской возвышенности,
на левом берегу реки Бия в 20 км к востоку от центра Бийска (10 км от окраин) и в 145 км к юго-востоку от Барнаула. Вытянуто с запада на восток вдоль реки, на противоположном (северном) берегу расположено село Енисейское (ширина реки составляет 250—300 м, ближайший мост находится в Бийске).
В 1 км к югу от села простирается лесной массив.

## Население
| 1997  | 1998  | 1999  | 2000  | 2001  | 2002  | 2003  | 2004  | 2005  |
| ----- | ----- | ----- | ----- | ----- | ----- | ----- | ----- | ----- |
| 2223  | ↘2195 | ↗2206 | ↗2234 | ↗2345 | ↘2192 | ↗2268 | ↘2179 | ↗2181 |
| 2006  | 2007  | 2008  | 2009  | 2010  | 2011  | 2012  | 2013  |       |
| ↗2344 | ↗2559 | ↘2552 | ↘2486 | ↘2242 | ↗2269 | ↘2183 | ↘2181 |       |

## Инфраструктура
Функционируют: МБОУ Малоенисейская СОШ, администрация поселения, амбулатория,  Малоенисейский Дом культуры.

## Транспорт
Через село вдоль реки проходит автодорога общего пользования регионального значения «Бийск — Усятское — Соусканиха — Верх-Кажа» (идентификационный номер 01 ОП РЗ 01К-34)

Ближайшая ж.-д. станция Бийск (тупиковая) находится в 22 км к западу.